# منطقه طبیعی حفاظت شده کوه نیمبا
منطقه طبیعی حفاظت شده کوه نیمبا نام منطقه‌ای حفاظت شده و میراث جهانی یونسکو در کشورهای گینه و ساحل عاج است. این منطقه ۱۷۵۴۰ هکتار وسعت دارد که ۱۲۵۴۰ هکتار آن در گینه و ۵۰۰۰ هکتار آن در ساحل عاج واقع شده است.

## نگارخانه

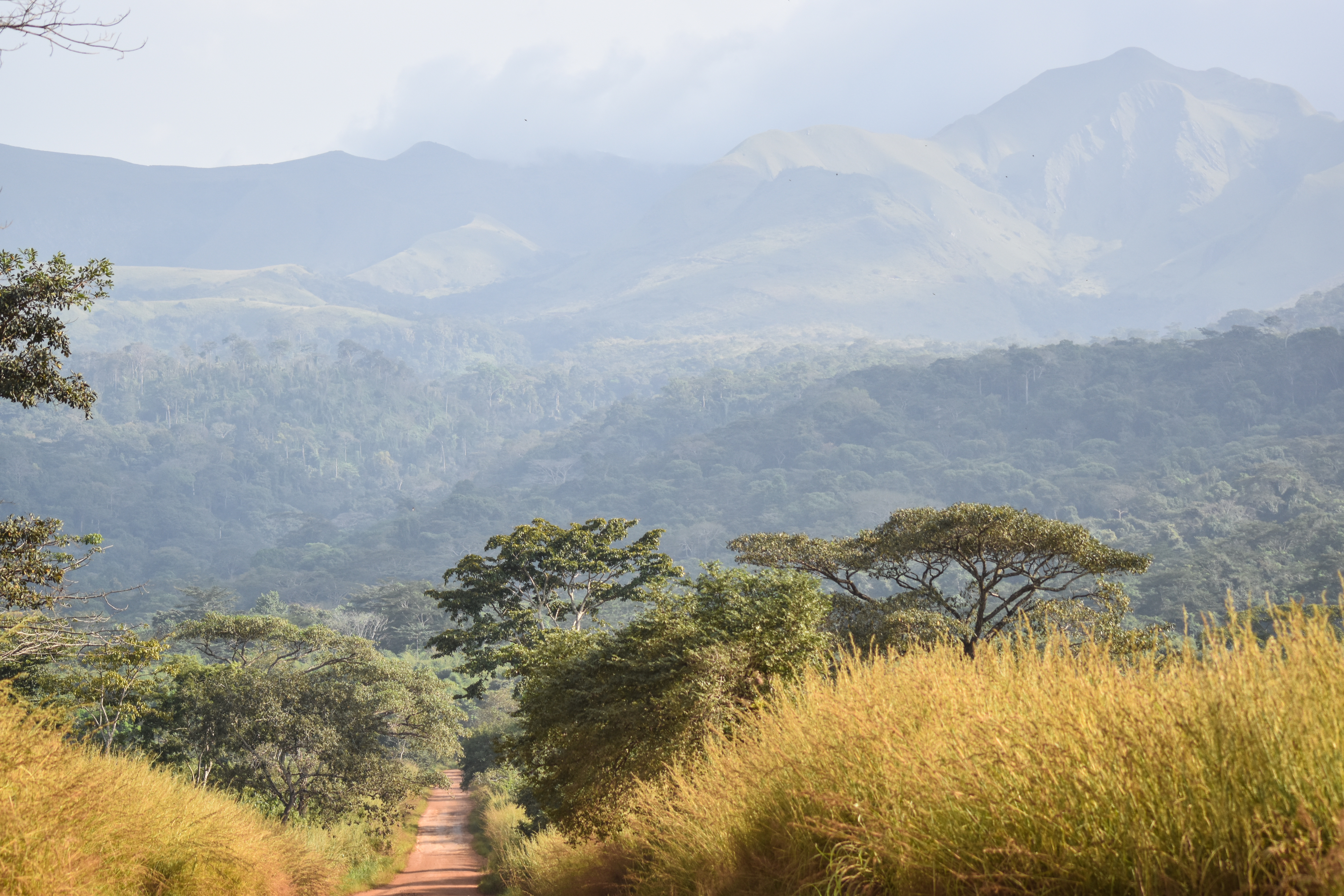
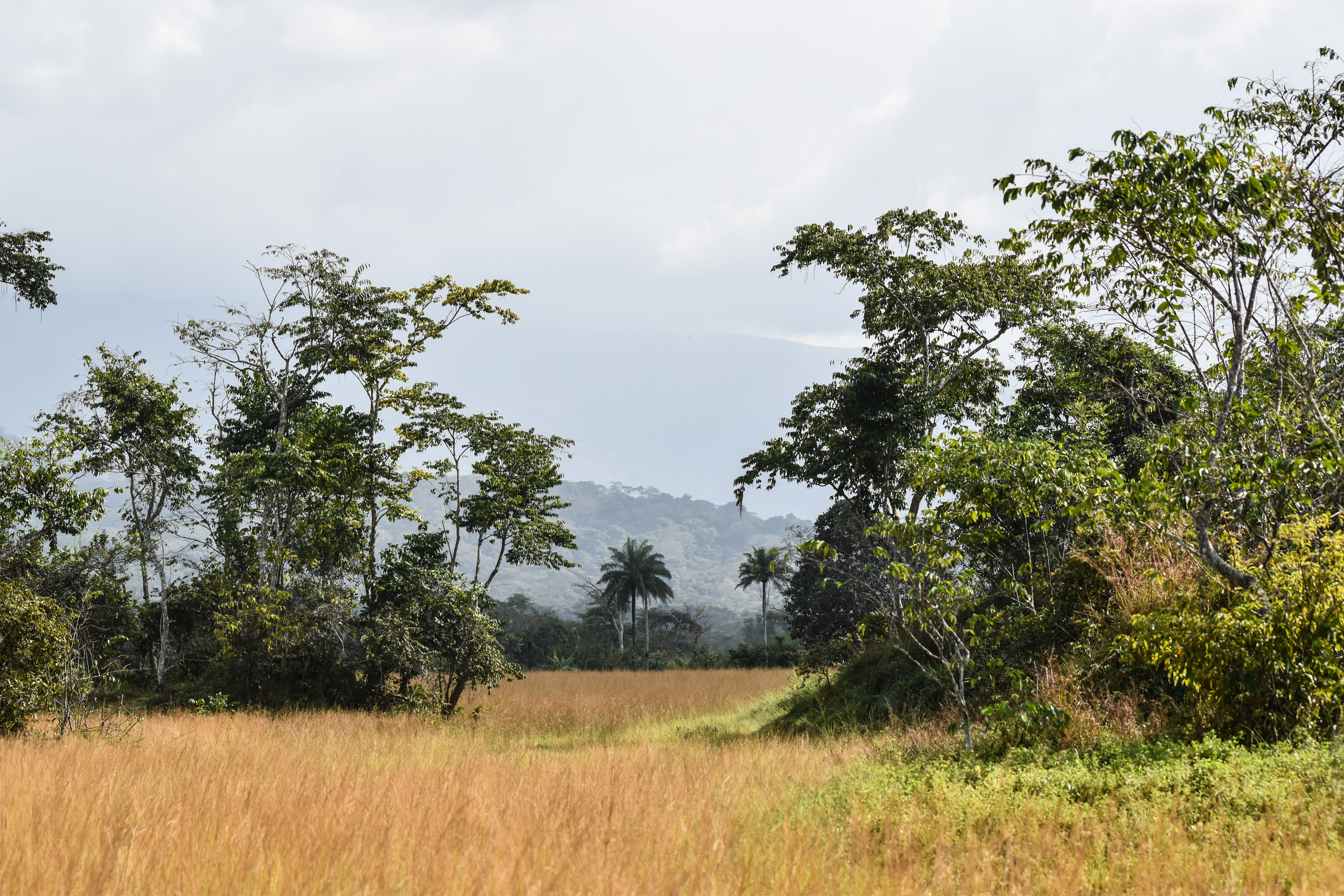
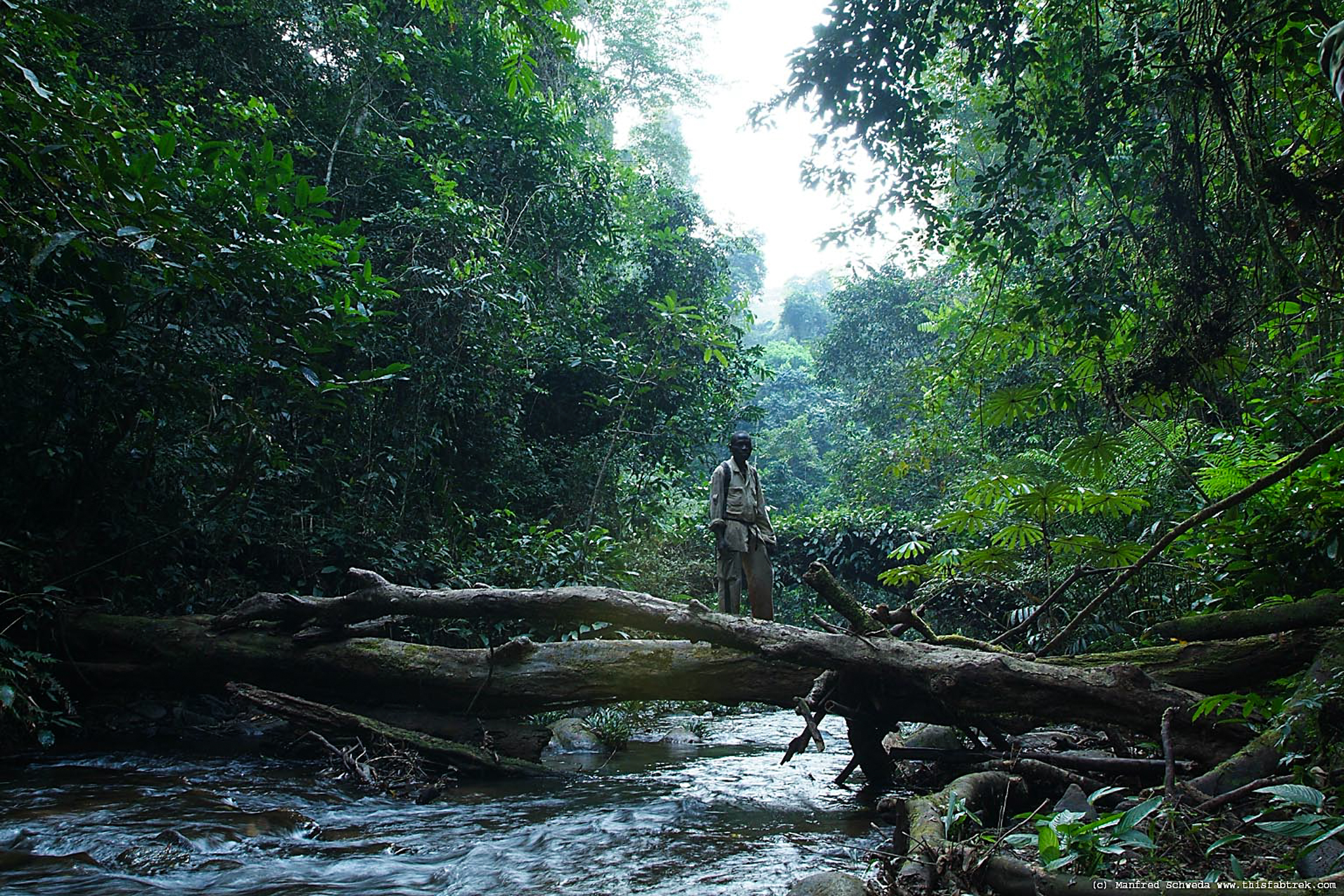
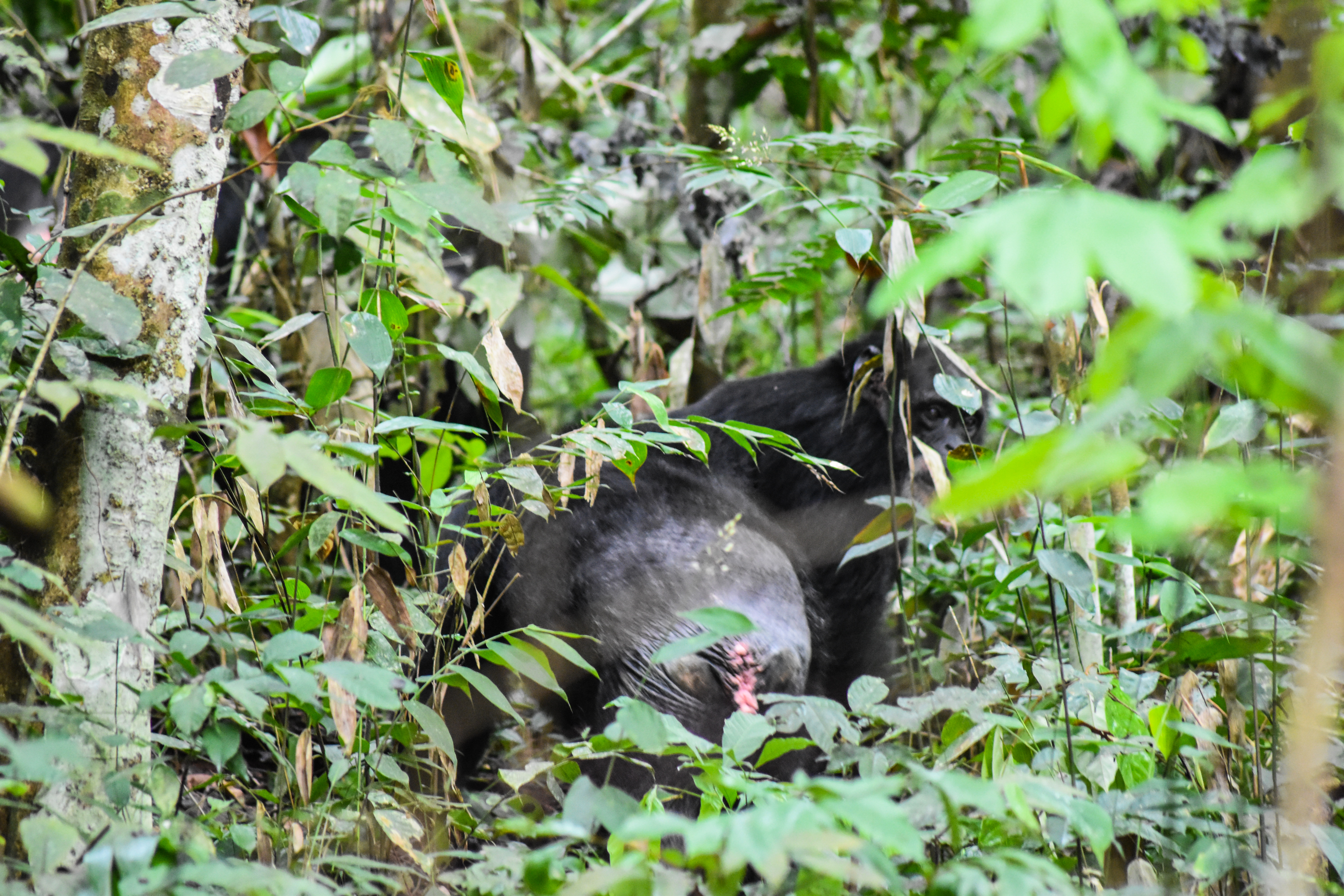
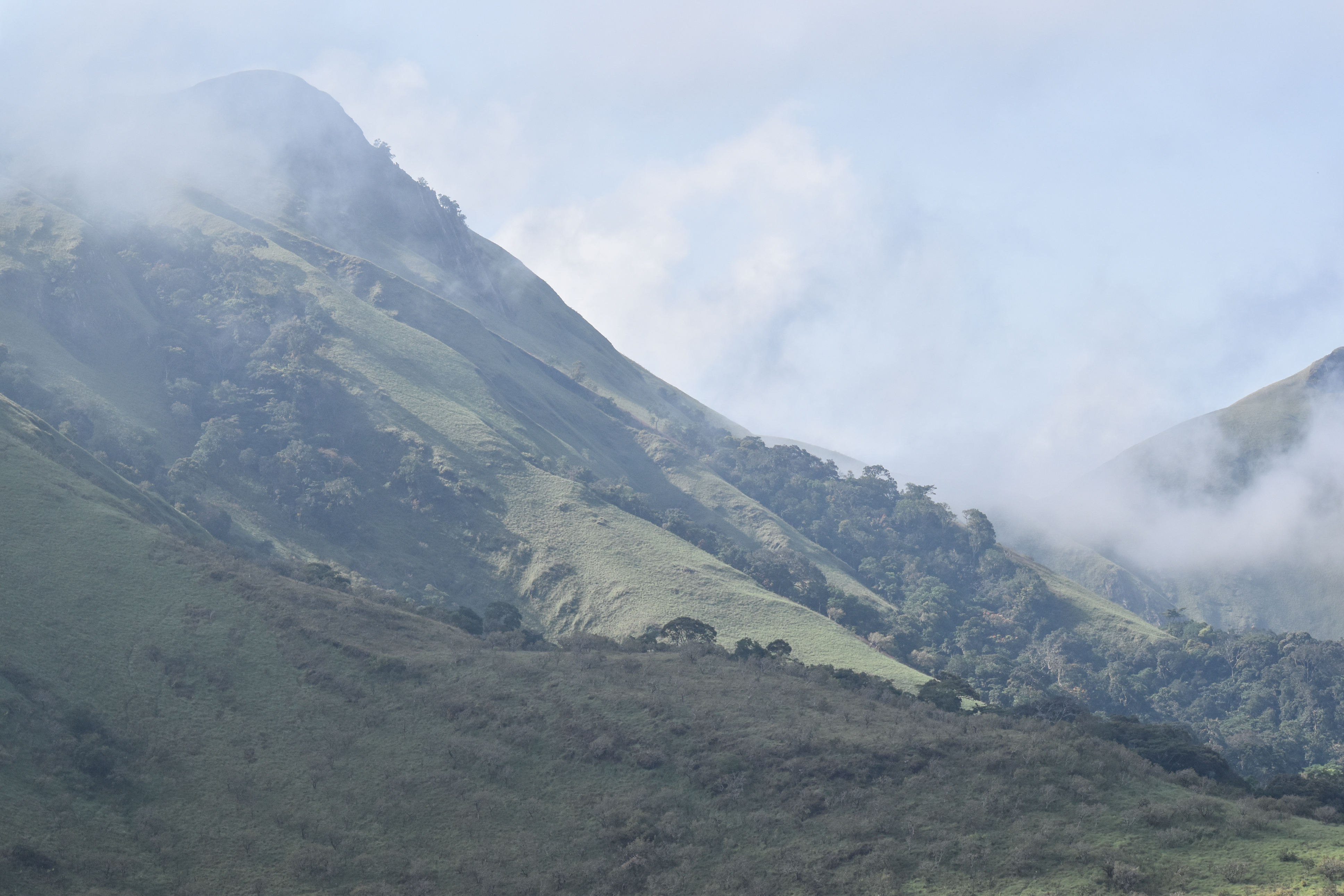
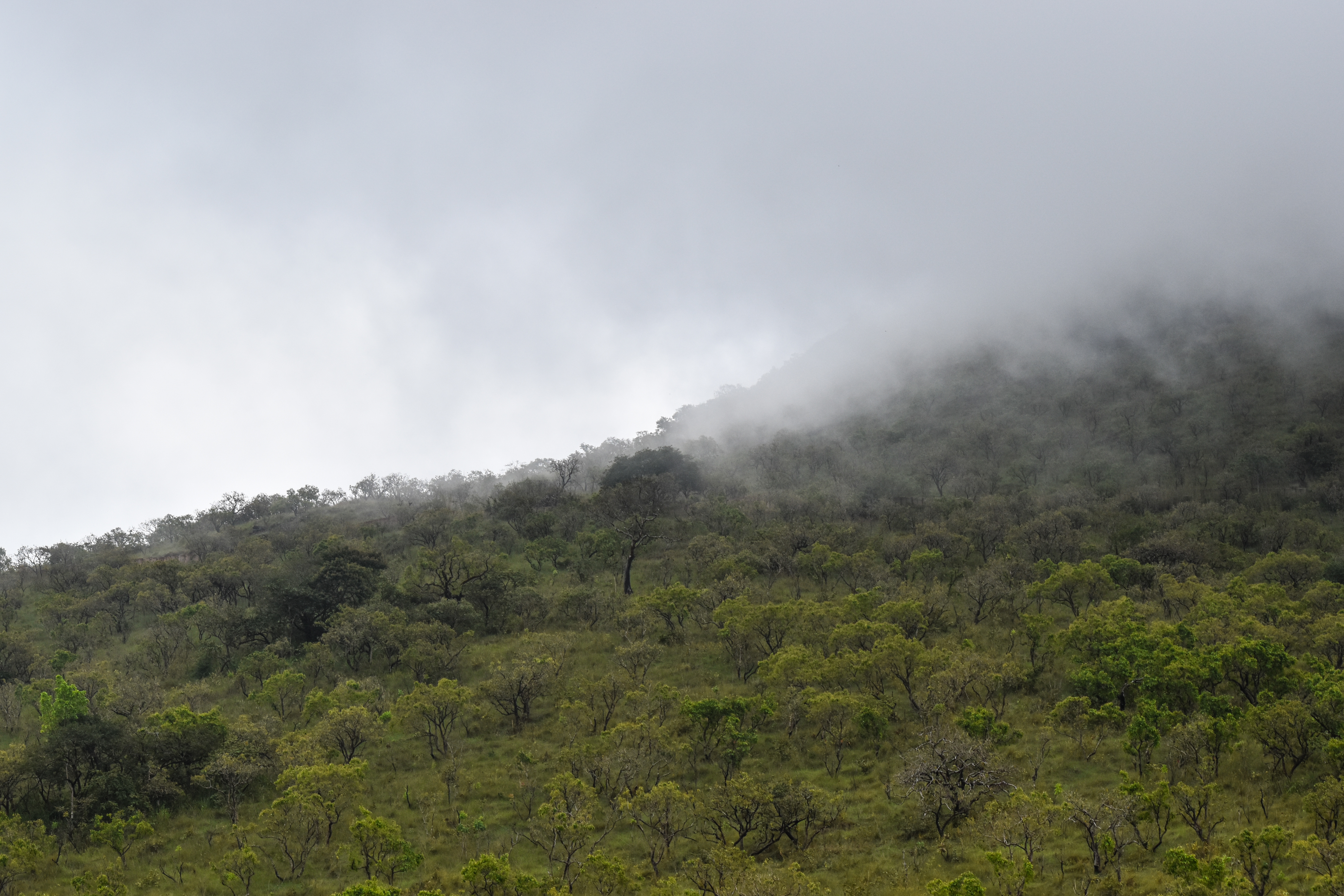
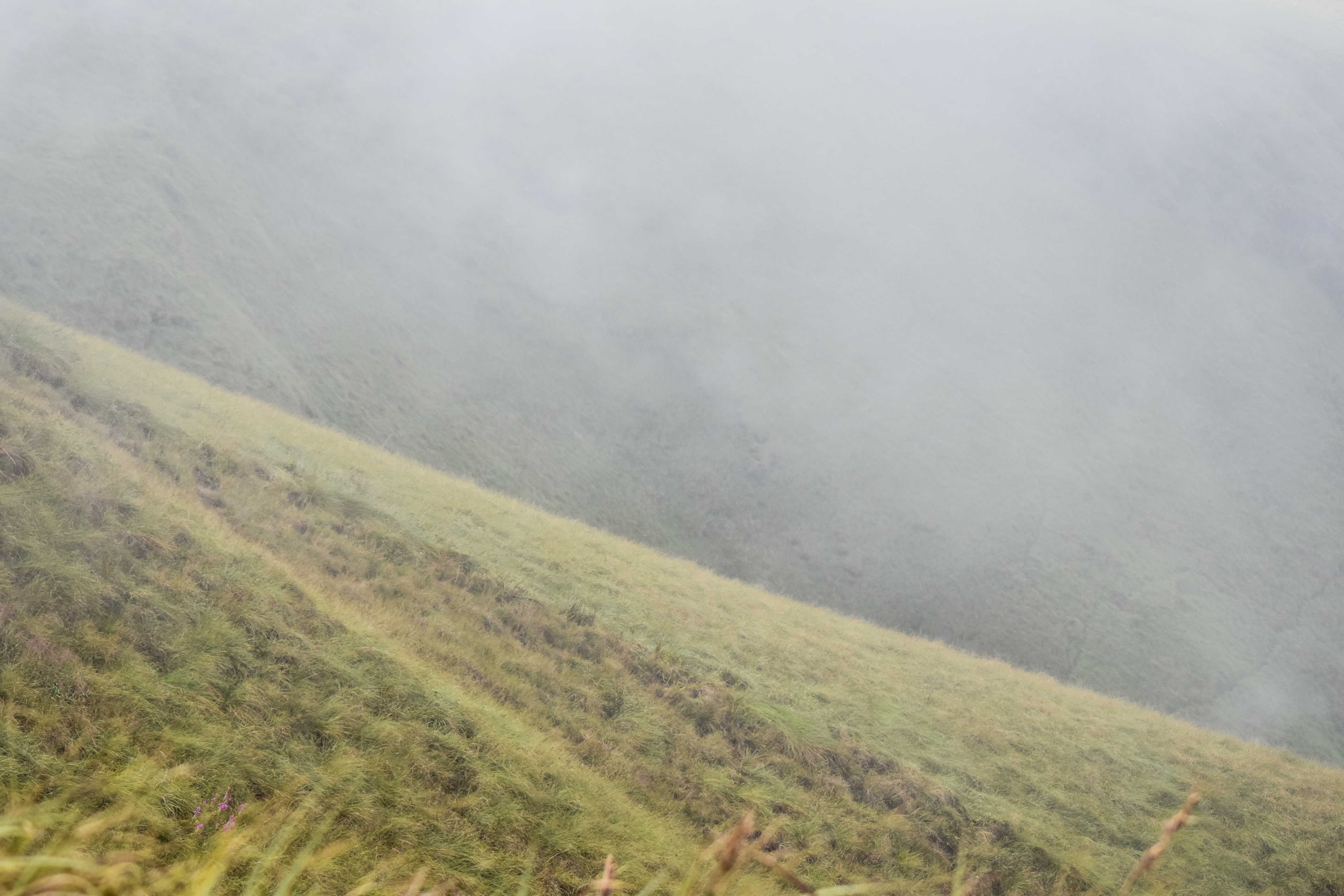
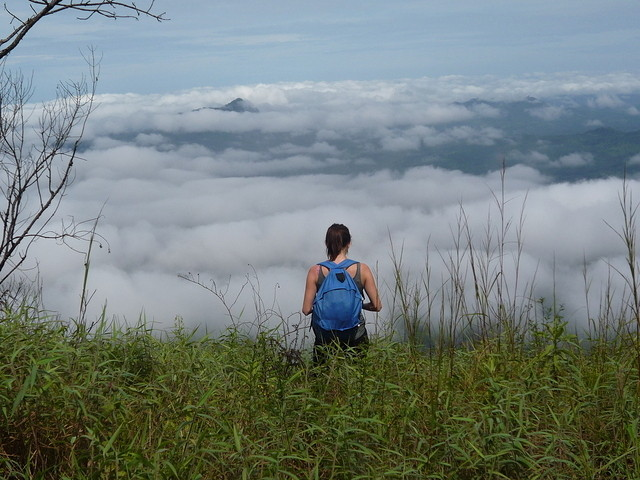